# Боріха
Борі́ха (рос. Бориха) — селище у складі Алейського району Алтайського краю, Росія. Адміністративний центр та єдиний населений пункт Червонопартизанської сільської ради.

## Населення
Населення — 579 осіб (2010; 664 у 2002).
Національний склад (станом на 2002 рік):
- росіяни — 89 %